# Sjoelamit Aloni

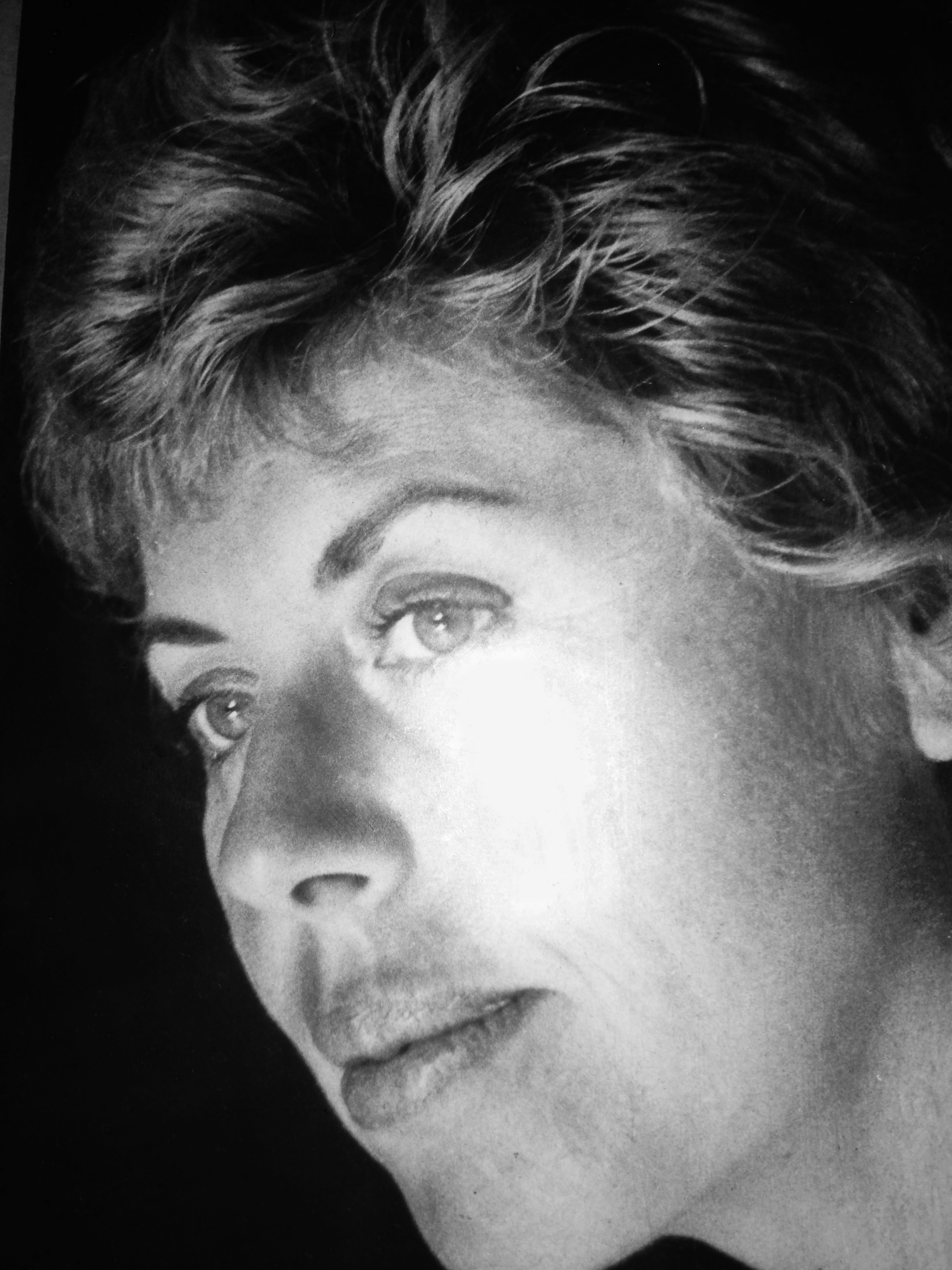
Sjoelamit Aloni op jongere leeftijd

Sjoelamit Aloni (Hebreeuws: שולמית אלוני) (Tel Aviv, 29 november 1928 – Kfar Sjmarjahoe, 24 januari 2014), was een Israëlische politica van linkse huize.
Geboren in wat toen nog het mandaatgebied Palestina was in een rabbijnenfamilie afkomstig uit Polen, groeide Aloni deels op in het kinderdorp Ben Sjemen, waar ze de toekomstige echtgenote van de latere premier en president Shimon Peres leerde kennen. Later zou ze een poosje verblijven in de kibboets die beiden in Galilea hadden opgericht. Tijdens de Israëlische Onafhankelijkheidsoorlog was Aloni als Palmach-strijdster betrokken bij de gevechten om het Oude Jeruzalem, waarbij ze krijgsgevangen werd gemaakt door Jordaanse troepen. Ze studeerde rechten, trouwde in 1952 (kreeg drie kinderen), werkte als advocaat en verzorgde radio-uitzendingen, waarin ze het opnam voor mensen- en vrouwenrechten. Ook schreef ze voor diverse kranten columns.
In 1959 werd ze lid van Mapai en later van diens opvolger de Arbeidspartij, stapte vanwege een conflict met Golda Meïr daaruit, richtte in 1973 de seculiere burgerrechtenpartij Ratz op en werd de eerste leider van de in 1992 opgerichte Meretz, een seculier-links samengaan van Ratz, Mapam en Shinui.
In 1965 kwam ze voor het eerst in de Knesset en bleef (met een onderbreking van 1969 tot 1973) tot 1996 daarin vertegenwoordigd. Ook was ze diverse malen minister, waaronder van onderwijs en communicatie.
Aloni heeft zich vanaf de begindagen van Israël tegen de grote maatschappelijke invloed van de joodse orthodoxie gekant, onder meer vanwege de negatieve gevolgen voor de positie van vrouwen, een opstelling die haar de vijandschap van de orthodoxie opleverde. Ook heeft ze zich sterk gemaakt voor vrede met de Palestijnen en voor burgerrechten, waaronder het homohuwelijk. Ze stond een seculiere invulling van de Israëlische samenleving voor, zoals de onderwijzing van de evolutietheorie op scholen.

## Ministerschappen
- 1974 en 1993: minister zonder portefeuille, 17e en 25e regering van Israël
- 1992-1993: minister van onderwijs en cultuur, 25e regering van Israël
- 1993-1996: minister van communicatie, wetenschap en kunst, 25e en 26e regering van Israël

## Onderscheiding
In 2000 werd Aloni onderscheiden met de Israël-prijs.